# Pietro Broggini
Pietro Broggini (ur. 24 maja 1975) – włoski biegacz narciarski, dwukrotny medalista mistrzostw świata juniorów.

## Kariera
Po raz pierwszy na arenie międzynarodowej pojawił w marcu 1995 roku podczas mistrzostw świata juniorów w Gällivare, gdzie wywalczył złote medale na dystansie 30 km stylem dowolnym i w sztafecie. Na tej samej imprezie zajął też czwarte miejsce w biegu na 10 km stylem klasycznym.
W Pucharze Świata zadebiutował 13 grudnia 1995 roku w Brusson, zajmując 68. miejsce w biegu na 15 km techniką dowolną. Pierwsze pucharowe punkty wywalczył 10 grudnia 1997 roku w Mediolanie, zajmując 30. miejsce w sprincie stylem dowolnym. Jego najlepszym wynikiem w zawodach tego cyklu było 28. miejsce zajęte 10 grudnia 1998 roku w sprincie w Mediolanie oraz 20 marca 1999 roku na dystansie 50 km klasykiem w Oslo. Nigdy nie brał udziału w igrzyskach olimpijskich i mistrzostwach świata.

## Osiągnięcia

### Mistrzostwa świata juniorów
| Miejsce | Dzień   | Rok  | Miejscowość | Konkurencja             | Wynik     | Strata | Zwycięzca     |
| ------- | ------- | ---- | ----------- | ----------------------- | --------- | ------ | ------------- |
| 4.      | 1 marca | 1995 | Gällivare   | 10 km stylem klasycznym | 27:26,1   | +32,4  | Roman Mironow |
| 1.      | 3 marca | 1995 | Gällivare   | Sztafeta 4x10 km        | 1:51:54,0 | -      | -             |
| 1.      | 5 marca | 1995 | Gällivare   | 30 km stylem dowolnym   | 1:22:35,2 | -      | -             |

### Puchar Świata

#### Miejsca w klasyfikacji generalnej
- sezon 1997/1998: 94.
- sezon 1998/1999: 91.

#### Miejsca na podium w zawodach chronologicznie
Broggini nigdy nie stał na podium indywidualnych zawodów Pucharu Świata.